# Proceratophrys concavitympanum
Espèce
Statut de conservation UICN

 DD  : Données insuffisantes
Proceratophrys concavitympanum est une espèce d'amphibiens de la famille des Odontophrynidae.

## Répartition
Cette espèce est endémique du centre-Sud du bassin amazonien au Brésil. Elle se rencontre dans les États du Rondônia, du Mato Grosso, du Pará et du Tocantins. Sa présence est incertaine dans l’État d'Amazonas.

## Publication originale
- Giaretta, Bernarde & Kokubum, 2000 : A New Species of Proceratophrys (Anura: Leptodactylidae) from the Amazon Rain Forest. Journal of Herpetology, vol. 34, no 2, p. 173-178.